# 細見佳代
細見 佳代（ほそみ かよ、1973年 - ）は、日本のスタイリスト。衣装デザイナー。

## 人物
- 兵庫県出身。
- 東京家政大学スティリスト科 卒業。
- スタイリスト森美幸に師事し、2004年独立。
- 2016年CLAKEN所属。

## 主な作品
TV-CM
- 明治「メルティーキッス」（新垣結衣）
- 万有製薬「AGA」（爆笑問題）
- ソフトバンク「スマケー」（SMAP）
- 資生堂「The Collagen」（杏、松島花、相沢紗世など）
- ドリームジャンボ宝くじ「夢見る冒険者」（木村拓哉）
- パナソニック「LUMIX」（佐藤健）
- タンスにゴンゴン「ぶらさげてる？」（土屋アンナ）
- 27時間テレビ「武器はテレビ」（SMAP）
- CITIZEN「XC」（北川景子）

ほか多数
MV
- 福山雅治「化身」
- AKB48「風は吹いている」
- ももいろクローバーZ「サラバ、愛しき悲しみたちよ」
- SMAP「Amazing Discovery」（SMAP・ダンサー）、「Otherside」（サブキャスト）
- Kis-My-Ft2「Kiss魂」
- YOJI BIOMEHANIKA with MC STRETCH 「The Place For Freedom」
- 三代目J Soul Brothers from EXILE TRIBE「Feel So Alive」
- BABYMETAL「KARATE」
- E-girls「Go! Go! Let's! Go!」「All Day Long Lady」
- Aice5「Be with you」

CDジャケット
- AKB48「風は吹いている」
- ももいろクローバーZ「AMARANTHUS」「白金の夜明け」
- Kis-My-Ft2「Kiss魂」

MOVIE
- ミッドナイトスワン（2020年） ― コスチュームデザイン